# Бейтс, Гай
Гай Бейтс (англ. Guy Bates; род. 31 октября 1985, Ньюкасл-апон-Тайн, Англия) — английский футболист, выступал на позиции нападающего, в клубах Англии, Австралии, Бельгии, Ирландии и Северной Ирландии.

## Биография
Бейтс начал заниматься футболов в «Ньюкасл Юнайтед» в возрасте 8 лет в 1993 году. За это время он прошел путь по карьерной лестнице, установив несколько рекордов по забитым голам среди юниоров и играя бок о бок с хорошим другом и коллегой по академии Стивеном Тейлором. Стремясь пробиться в основную команду, Бейтс играл в молодёжной команде «Ньюкасла» до 2004 года, и его гол вывел команду в 1/16 молодежного кубка Англии 2003/04. В следующем сезоне Бейтс получил постоянное место в основном составе резервной команде, проведя 15 матчей и забив 6 голов в сезоне 2004/05. Однако продвижение в основную команду оказалось для Бейтса значительно более трудным, поскольку он боролся за место в составе с такими известными нападающими, как Алан Ширер, Шола Амеоби и Патрик Клюйверт.
Отсутствие возможностей для Бейтса заставило его уйти из «Ньюкасл Юнайтед» и в январе 2005 года отправиться в Австралию, заключив контракт с «Ньюкасл Джетс».
Бейтс регулярно играл и забивал в предсезонной кампании «Ньюкасл Джетс», но дебютировал в А-Лиге только в 4-м туре отыграв 64 минуты в матче с «Нью Зиланд Найтс», который завершился со счетом 4:0. Этот матч был одним из трех выступлений Бейтса в сезоне 2005/06. В ноябре 2005 года Бейтс расторг контракт с клубом по обоюдному согласию, сославшись на нехватку игрового времени и из-за желания уйти. Бейтс вернулся домой в Англию в надежде присоединиться к другому клубу во время январского трансферного окна в Европе.
Бейтс пробовался на просмотре в клубе второй английской лиги «Дарлингтон» и в бельгийском клубе «Мехелен», получив предложение от последнего после того, как сделал хет-трик в пробной игре. Однако он отказался от этого предложения, чтобы выступать у себя на родине в «Дарлингтоне», за который он сразу забил гол в контрольном матче против «Хартлпул Юнайтед». Бейтс официально присоединился к «Дарлингтону» 3 февраля 2006 года, подписав краткосрочный контракт до июня 2006 года. Бейтс дебютировал в составе «Дарлингтона» на следующий день после подписания контракта, выйдя на замену в матче с «Бостон Юнайтед», завершившимся 0:0. Несмотря на то, что в том матче Бейтс не смог попасть в сетку, ему потребовалось всего 10 минут, чтобы забить в следующем матче первый гол за клуб в матче с «Халл Сити» со счетом 2:0. В оставшейся части сезона Бейтс не смог найти постоянного места в стартовом составе «Дарлингтона» и провел всего девять матчей, забив один гол, в то время как команда заняла 8-е место в лиге. Бейтс расторг контракт с клубом в мае 2006 года. Затем он выступал за «Остенде» во втором бельгийском дивизионе.
31 июля 2007 года Бейтс подписал контракт с лидером Премьер-дивизиона лиги Ирландии «Дроэда Юнайтед». В октябре 2007 года он забил победный гол в матче против «Корк Сити», который впервые в истории принес «Дроэде» чемпионский титул.
Позднее Бейтс выступал за «Ла-Лувьер» в третьем дивизионе Бельгии, а 8 июля 2009 года вернулся в «Дроэда Юнайтед».
7 июля 2012 года Бейтс подписал однолетний контракт с клубом ирландской лиги «Гленавон». На протяжении всего сезона 2013/14 Бейтс демонстрировал хорошую форму, забив более 20 голов, обеспечив клубу место в топ-6 и завоевав первый Кубок Северной Ирландии с 1997 года. Несмотря на ранее подписанное продление контракта на два года, Бейтс должен был покинуть «Гленавон» 31 августа 2014 года, чтобы эмигрировать в Австралию. Свой последний матч за «Гленавон» Бейтс сыграл 31 августа 2014 года, выйдя на замену в матче против «Баллимина Юнайтед», который завершился победой со счетом 2:1, но контракт с клубом был продлен до июня 2016 года, и поэтому он мог вернулся в клуб из Северную Ирландию.
Однако в июне 2015 года «Линфилд» выкупил у «Гленавон» оставшуюся часть контракта Бейтса, став их четвёртым подписанием за лето. Менеджер «Линфилд» Уоррен Фини сказал, что Бейтс был игроком, которым он всегда восхищался, однако менеджер «Гленавон» Гэри Хэмилтон сказал, что был разочарован решением игрока отказаться от устного соглашения, которое он заключил. Бейтс стал реже попадать в состав «Линфилд» после того, как Дэвид Хили сменил Уоррен Фини на посту главного тренера, и 22 июня 2016 года было объявлено, что контракт Бейтса будет расторгнут по обоюдному согласию сторон.
19 июля 2016 года подписал годичный контракт с «Гленавон» в тот же день, когда и бывший вингер «Селтик» и сборной Северной Ирландии Пэдди Маккорт подписал контракт с клубом. Бейтс покинул клуб по истечении срока своего контракта.
После ухода из «Гленавон» Бейтс взял тайм-аут в футболе и работал тренером в тренажерном зале. В октябре 2021 года Бейтс вернулся в английский футбол, чтобы присоединиться к клубу «Уэст Аллотмент Селтик», которым руководил его брат Джей.

## Достижения
- Чемпион Премьер-дивизион лиги Ирландии: (2007)
- Победитель Кубка Северной Ирландии: (2013/14)